# Mallorylichaampje

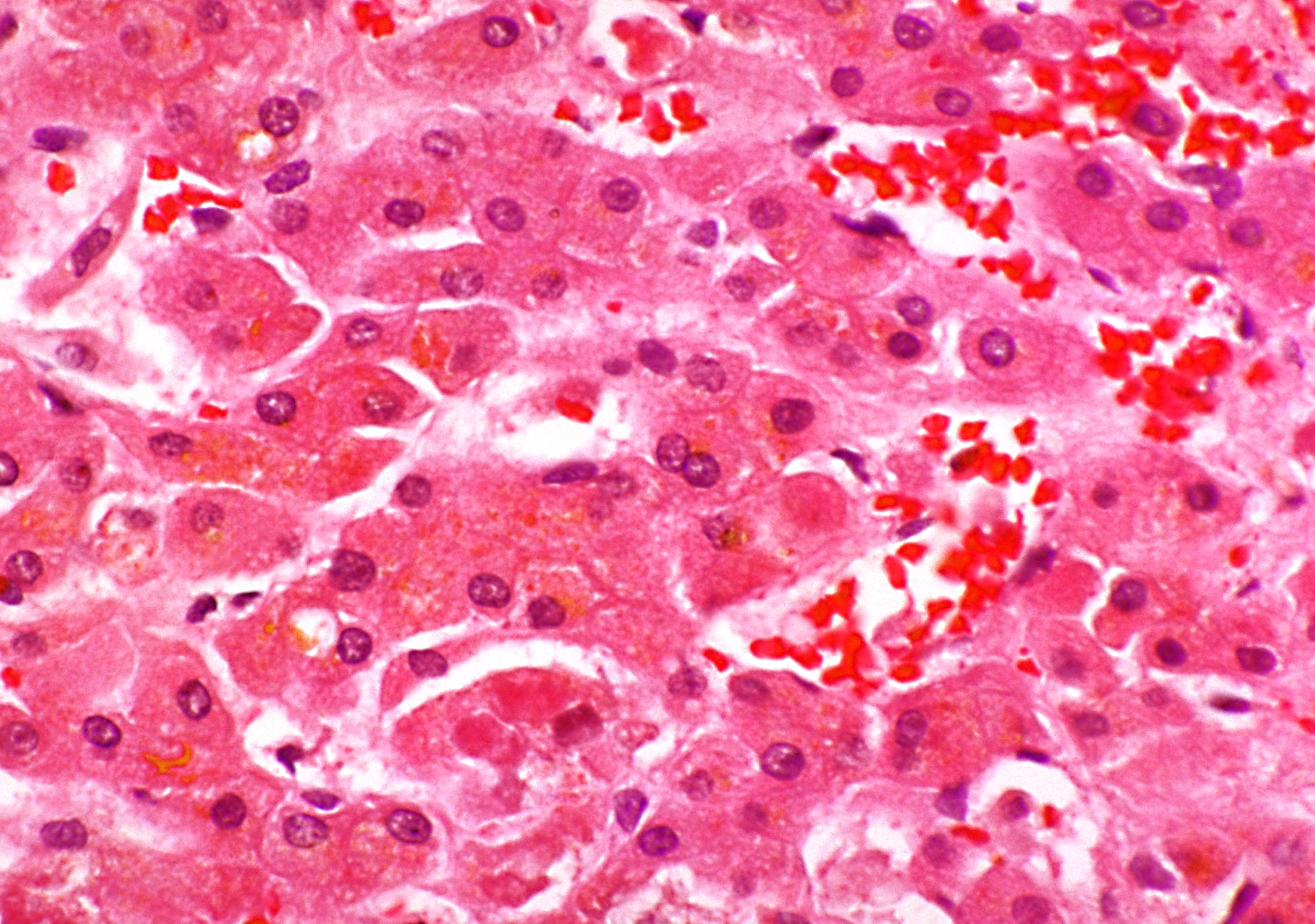
Weefselpreparaat van de lever met mallorylichaampjes als gevolg van overmatig alcoholgebruik.

Mallorylichaampjes (ook bekend als "alcoholische hyaline" of "Mallory's hyaline") (hyaline=glazig) zijn pathologische insluitsels in het cytoplasma van de lever cellen. Ze zijn vernoemd naar Frank Burr Mallory. De cellen krijgen glazige insluitsels door secretiestoringen (uitscheidingsstoringen).
Ze worden het meeste gevonden in de levers van patiënten met leverontsteking als gevolg van overmatig alcoholgebruik. Mallorylichaampjes komen ook voor bij niet-alcoholische steatohepatitis.
Mallorylichaampjes kunnen ook voorkomen bij de ziekte van Wilson, primaire biliaire levercirrose (nieuwe naamgeving: Primaire biliaire cholangitis, diagnose vaak gesteld voordat het cirrose stadium bereikt is), cholestase, focale nodulaire hyperplasie (goedaardige levertumor) en leverkanker.

## Uiterlijk
De lichaampjes zijn sterk eosinofiel en kleuren dus roze met een H&E-kleuring. De lichaampjes zelf bestaan uit intermediaire keratinefilamentproteïnen ontstaan bij de door ubiquitine gereguleerde afbraak van proteïnen of gebonden door andere proteïnen zoals hitteschokproteïnen en nucleoporine 62.